# Pro Asyl
Pro Asyl (Eigenschreibung in Majuskeln) ist ein Verein mit Sitz in Frankfurt am Main, der sich für den Schutz und die Rechte von asylsuchenden Menschen in Europa einsetzt. Pro Asyl besteht aus drei Körperschaften: der Bundesarbeitsgemeinschaft Pro Asyl (BAG Pro Asyl, gegründet 1986), dem Förderverein Pro Asyl e. V. (gegründet 1987) und der Stiftung Pro Asyl (gegründet 2002). Neben dem Hauptsitz in Frankfurt unterhält Pro Asyl ein Büro in Berlin.
In der Bundesarbeitsgemeinschaft Pro Asyl sind Mitarbeitende landesweiter Flüchtlingsräte, Kirchen, Gewerkschaften, Wohlfahrts- und Menschenrechtsorganisationen vertreten. Die Tätigkeiten des Fördervereins Pro Asyl ergeben sich vielfach aus thematischen Schwerpunktsetzungen und Anstößen der BAG Pro Asyl. Neben Öffentlichkeitsarbeit, rechtspolitischen Analysen, Recherchen und Dokumentation von Menschenrechtsverletzungen sowie der Unterstützung bundesweiter Initiativgruppen berät der Förderverein Pro Asyl e. V. Flüchtlinge in ihren Asylverfahren und begleitet Einzelklagen Geflüchteter vor deutschen und europäischen Gerichten. Ende 2022 waren rund 25.300 Menschen Mitglied des gemeinnützigen Vereins. Zu den Aufgaben der Stiftung Pro Asyl gehört die langfristige Absicherung der Arbeit des Fördervereins sowie die Umsetzung wichtiger Kooperationsprojekte im In- und Ausland.

## Geschichte
Die Bundesarbeitsgemeinschaft Pro Asyl wurde 1986 vom heutigen Ehrenvorsitzenden Jürgen Micksch, Herbert Leuninger und anderen gegründet mit dem Ziel, in der Asyldebatte eine Stimme für die Rechte von Flüchtlingen in Deutschland zu etablieren.
Im Jahr 1987 wurde der Förderverein Pro Asyl e. V. gegründet. Er realisiert konkrete Hilfsmaßnahmen für Flüchtlinge, die Einzelfall- und Rechtshilfe sowie Projekte, Kampagnen, Dokumentationen und Recherchen. Daneben stellt der Förderverein die finanzielle unabhängige Arbeit von Pro Asyl sicher.
1998 wurde der Verein mit dem Bonhoeffer-Preis und 2001 mit dem Aachener Friedenspreis ausgezeichnet. Der Verein erhielt im Jahre 2001 als Mitherausgeber des Grundrechte-Reports zusammen mit anderen Bürger- und Menschenrechtsorganisationen die Theodor-Heuss-Medaille.
Im Jahr 2010 erhielt der Verein den Göttinger Friedenspreis, gewürdigt wurde die Kampagne Stoppt das Sterben, mit der der Verein darauf aufmerksam machte, dass jedes Jahr viele Flüchtlinge bei dem Versuch sterben, Europa zu erreichen. Der Verein wurde 2011 mit dem Sonderpreis zum Erich-Maria-Remarque-Friedenspreis „für ihr Engagement zum Schutz verfolgter Menschen in Deutschland und Europa, auch hier im Hinblick auf die Flüchtlingsströme aus Nordafrika nach Europa“ ausgezeichnet.
Die Stiftung Pro Asyl wurde 2002 gegründet. Ihr Ziel ist die Finanzierung der Flüchtlings- und Menschenrechtsarbeit auf lange Sicht. Die Stiftung PRO ASYL realisiert mittel- und längerfristige Projekte in der Flüchtlingsarbeit – von der Dokumentation von Menschenrechtsverletzungen in Griechenland oder Ungarn bis zur Unterstützung von Stipendien für Flüchtlingskinder. Mit der jährlich verliehenen PRO ASYL-Hand fördert und ehrt die Stiftung seit 2006 Persönlichkeiten, die sich in herausragender Weise für die Achtung der Menschenrechte und den Schutz von Flüchtlingen einsetzen.

## Bundesarbeitsgemeinschaft Pro Asyl (BAG Pro Asyl)
Die Bundesarbeitsgemeinschaft Pro Asyl ist ein Zusammenschluss von Mitarbeitenden aus Kirchen, Gewerkschaften, Wohlfahrts- und Menschenrechtsorganisationen und landesweiten Flüchtlingsräten. Sie verbindet die Überzeugung, dass es die Pflicht einer demokratischen und humanen Gesellschaft ist, Flüchtlinge und verfolgte Menschen zu schützen. Sie wurde 1986 gegründet.

### Vorstand
Dem ehrenamtlichen Vorstand der BAG Pro Asyl gehören an: Vorsitzender Andreas Lipsch (Interkultureller Beauftragter der Evangelischen Kirche in Hessen und Nassau und Leiter des Bereichs Flucht, Interkulturelle Arbeit, Migration der Diakonie Hessen), Tim W. Kliebe (stellv. Vorsitzender, Rechtsanwalt in Frankfurt am Main), Sükran Budak (Schatzmeisterin, Gewerkschaftssekretärin bei IG Metall), Stephan Dünnwald (Bayerischer Flüchtlingsrat), Halima Gutale (Flüchtlings- und Integrationsbeauftragte der Stadt Pfungstadt), Timmo Scherenberg (Hessischer Flüchtlingsrat).

## Förderverein Pro Asyl e. V.
Der Förderverein finanziert die Arbeit von Pro Asyl. Er realisiert konkrete Hilfsmaßnahmen für Flüchtlinge, die Einzelfall- und Rechtshilfe sowie Projekte, Dokumentationen und Recherchen. Er organisiert politische Kampagnen, die Informations- und Öffentlichkeitsarbeit und die Vernetzung mit nationalen und internationalen Hilfs- und Menschenrechtsorganisationen. Die Geschäftsführung liegt bei Karl Kopp und Helen Rezene.

### Vorstand
Dem ehrenamtlichen Vorstand des Fördervereins Pro Asyl gehören an: Beate Wagner (Vorsitzende, Geschäftsführerin der Global Young Academy mit Sitz an der Nationalen Akademie der Wissenschaften Leopoldina in Halle), Tim W. Kliebe (Schatzmeister, Rechtsanwalt in Frankfurt am Main), Fessum Ghirmazion (Politischer Sekretär beim Vorstand der IG Metall im Ressort Migration und Teilhabe) und Doris Peschke (Diakonie Hessen).

### Finanzierung
Der gemeinnützige Verein finanziert sich aus Mitgliedsbeiträgen und Spenden.

### Projekte und Kampagnen
Ausstellung „Menschen & Rechte sind unteilbar“
Ein Schwerpunkt der Arbeit von Pro Asyl sind Argumentationshilfen für die Rechte von Asylsuchenden und Flüchtlingen. Die Ausstellung „Menschen & ihre Rechte sind unteilbar“ behandelt verschiedene Aspekte der Menschenrechte in Europa von ihrer Entstehung bis heute.
Gemeinsam gegen Rassismus
Seit vielen Jahren arbeitet Pro Asyl eng mit den Toten Hosen zusammen, immer wieder gibt die Band Konzerte zu ihren Gunsten und wirbt bei ihren Fans um Unterstützung. Pro Asyl reist mitunter gemeinsam mit der Band zu ihren Tournee-Etappen und ist mit Infoständen und mobilem Personal in den verschiedenen Arenen vertreten. Bereits mehrfach kamen allein auf diesen Konzertreisen weit über 30.000 Unterschriften für später eingereichte Petitionen zusammen.

### Europäische Flüchtlingspolitik
Die zum Teil militärische Aufrüstung an den EU-Außengrenzen, der Druck auf ärmere Grenzländer, die „Brutalisierungstendenzen“ im Umgang mit Geflüchteten und ein fehlendes, an Menschenrechten ausgerichtetes europäisches Asylrecht verhindern nach Ansicht des Vereins, dass Flüchtlinge in Europa Schutz finden.
Gemeinsam mit europäischen Partnerorganisationen recherchiert der Verein vor Ort zur Situation von Flüchtlingen an den EU-Außengrenzen in Griechenland, Spanien, Italien und Ungarn und macht die Ergebnisse in Dokumentationen öffentlich. Auf politischer Ebene setzt sich der Verein für humane Aufnahmebedingungen für Schutzsuchende und die Einhaltung menschenrechtlicher Standards in Europa ein. Ein Beispiel hierfür ist die Petition „Nein zu einem Europa der Haft- und Flüchtlingslager!“
Besonders aktiv war der Verein im Zusammenhang mit der Flüchtlingskrise in Europa 2015, speziell im Zusammenhang mit den Gesetzgebungsverschärfungen zum deutschen Asylrecht vom 1. November 2015.
Die kritische Beobachtung der europäischen Flüchtlingspolitik allgemein und die Einmischung in aktuelle politische Debatten gehören ebenfalls zu den Tätigkeiten des Vereins. Mit 74 Partnerorganisationen aus 29 europäischen Ländern engagiert sich der Verein im European Council on Refugees and Exiles in Brüssel.

## Stiftung Pro Asyl
Im Jahr 2002 wurde die gemeinnützige Stiftung Pro Asyl gegründet. Ziel der Stiftung PRO ASYL ist die Finanzierung der Flüchtlings- und Menschenrechtsarbeit auf lange Sicht. Die Stiftung realisiert mittel- und längerfristige Projekte in der Flüchtlingsarbeit. Sie dokumentiert zum Beispiel Menschenrechtsverletzungen in Griechenland oder Ungarn, engagiert sich mit der griechischen Partner-Organisation von Pro Asyl, Refugee Support Aegean in Griechenland und fördert ein Stipendienprogramm für jugendliche Geflüchtete.

### Vorstand
Günter Burkhardt und Karl Kopp bilden den Vorstand der Stiftung. Den Stiftungsrat bilden Halima Gutale (Vorsitzende), Andreas Lipsch, Hubert Heinhold, Beate Wagner und Doris Peschke.

### Menschenrechtspreis
Seit 2006 verleiht die Stiftung Pro Asyl den Menschenrechtspreis „PRO-ASYL-Hand“. Damit werden Menschen und Initiativen für ihr besonderes Engagement für Geflüchtete an den europäischen Außengrenzen ausgezeichnet.
Erstmals wurde der Preis im Jahr 2006 anlässlich des 20. Jahrestags der Vereinsgründung verliehen und ging an Stefan Schmidt, Kapitän der Cap Anamur, der im Jahr 2004 Flüchtlinge in Seenot aufnahm und dafür von den italienischen Behörden vor Gericht gestellt wurde, und an Ferenc Kőszeg, der sich seit vielen Jahren in Ungarn, Polen und der Ukraine für Menschen- und Flüchtlingsrechte engagiert.
Im Jahr 2007 wurde der Menschenrechtspreis an José Palazón Osma und Maite Echarte Mellado von der Kinderrechtsorganisation PRODEIN für ihren Einsatz für Flüchtlingskinder in der spanischen Exklave Melilla verliehen.
2008 hat die Stiftung ihren Menschenrechtspreis an die Athener Rechtsanwältin Marianna Tzeferakou verliehen. Sie wurde auch stellvertretend für die Group of Lawyers (Griechische Anwaltsvereinigung für die Rechte von Flüchtlingen und Migranten) sowie die Solidaritätsgruppen auf Chios, Samos und Lesbos für ihren Einsatz für Migranten an der europäischen Außengrenze sowie den griechischen Haftlagern ausgezeichnet.
2009 wurde der Preis an Nissrin Ali und Felleke Bahiru Kum verliehen. Die selbst zum Leben in Gemeinschaftsunterkünften gezwungenen Flüchtlinge setzten sich für die Achtung der Menschenwürde von Flüchtlingen und die Abschaffung des Wohnens in Gemeinschaftsunterkünften ein und stießen damit eine viel beachtete politische Debatte in Bayern an.
Im Jahr 2010 wurde der italienische Journalist Gabriele Del Grande, der seit Jahren Menschenrechtsverletzungen an den Grenzen Europas dokumentiert, mit dem Preis geehrt.
2011 wurde Julia Kümmel der Preis verliehen. 2003 hatte sie am Frankfurter Flughafen Flugblätter verteilt, die sich gegen die Abschiebung eines Irakers nach Griechenland richteten. Die Fraport AG, die Betreiberfirma des Flughafens, erteilte ihr daraufhin ein Hausverbot und drohte ihr mit einem Strafantrag wegen Hausfriedensbruch. Kümmel klagte dagegen bis vor das Bundesverfassungsgericht, das im Februar 2011 entschied, dass deutsche Flughäfen keine grundrechtsfreien Räume sind. Mit ihrem Engagement hat Kümmel erstritten, dass an Deutschlands Flughäfen demonstriert werden darf.
Im Jahr 2012 ging der Preis an die aus Eritrea stammende Gergishu Yohannes. Ihr Bruder starb mit 76 anderen Bootsflüchtlingen im Mittelmeer. Yohannes brachte daraufhin rund 1300 Angehörige in einer Interessengemeinschaft zusammen und erstattete in deren Auftrag Anzeige gegen den italienischen Staat wegen unterlassener Hilfeleistung mit Todesfolge.
2013 wurde das Ehepaar Luise und Gerjet Harms mit dem Menschenrechtspreis ausgezeichnet – stellvertretend für alle, die sich für die Rückkehr von Gazale Samale und ihrer Kinder nach Deutschland eingesetzt haben. Durch ihr Engagement konnte die Familie acht Jahre nach der Abschiebung wieder vereint werden.
2014 erhielt Fabrizio Gatti die Auszeichnung für die Aufdeckung, dass 260 libysche Bootsflüchtlinge am 11. Oktober 2013 starben, weil italienische Behörden deren Seenotruf mehrere Stunden lang ignoriert hatten.
Im Jahr 2015 wurde der US-Deserteur André Shepherd mit dem Preis bedacht, dieser entzog sich seinem Dienst in der US-Armee, um nicht nochmals im Irak-Krieg eingesetzt zu werden, und stellte 2008 in Deutschland einen Asylantrag, der abgelehnt wurde. Danach klagte er bei verschiedenen deutschen und europäischen Instanzen, um auch über seinen Fall hinaus klarzustellen, dass alle Soldaten, die sich durch Desertion völkerrechtswidrigen Handlungen entziehen, ein Anrecht auf Schutz haben. Mit Urteil vom 26. Februar 2015 entschied der EuGH, dass zwar auch ein Deserteur aus einem Drittland mit lediglich unterstützender Funktion Asyl haben könne, wenn die Wahrscheinlichkeit künftiger Kriegsverbrechen hoch ist. Der Flüchtlingsschutz sei hingegen ausgeschlossen, wenn der Antragsteller sich nicht vorrangig um die Anerkennung als Kriegsdienstverweigerer bemüht hat, es sei denn, ihm stand kein derartiges Verfahren zur Verfügung.
2016 erhielt Father Mussie Zerai den Menschenrechtspreis. Der katholische Priester hilft seit über zehn Jahren Flüchtlingen in Seenot.
2017 ging der Preis an Synagogenvorsteher Wolfgang Seibert aus Pinneberg und an Pfarrerin Doris Otminghaus aus Haßfurt, die beide durch die Gewährung von Kirchenasyl Abschiebungen von Asylbewerbern aus Deutschland nach den Dublin-Reglungen ins Europäische Ausland verhindert hatten.
2018 wurde das Ungarische Helsinki Komitee ausgezeichnet.
2019 zeichnete die Stiftung PRO ASYL den Rechtsanwalt Peter Fahlbusch in Frankfurt am Main mit ihrem Menschenrechtspreis 2019 aus. Der Anwalt setzt sich seit Jahren für Geflüchtete in Abschiebungshaft ein.
Im Jahr 2021 verlieh die Stiftung ihren Menschenrechtspreis an Marion Bayer (Hanau), Hela Kanakane (Tunis) und Hagen Kopp (Hanau) von Watch the Med – Alarm Phone. Seit mehr als fünf Jahren beantworten Mitglieder von Alarm Phone Notrufe von Geflüchteten, die auf dem Weg über das Mittelmeer nach Europa in Seenot geraten. Mit fast 3.200 Booten war die Organisation bislang in Kontakt.
Der Menschenrechtspreis 2022 ging an Marta Górczynska und die Helsinki Foundation for Human Rights aus Polen für ihren Einsatz für Geflüchtete an der Grenze zu Belarus.
2023 verlieh die Stiftung ihren Menschenrechtspreis an Heike Kleffner, Sultana Sediqi und Ibrahim Arslan – stellvertretend für die Arbeit des Verbands der Beratungsstellen für Betroffene rechter, rassistischer und antisemitischer Gewalt (VBRG e. V.) und seiner engen Partner.
2024 erhielten der maltesische Menschenrechtsverteidiger Neil Falzon und die aditus foundation den Menschenrechtspreis.